# MFK Frýdek-Místek
El MFK Frýdek-Místek es un equipo de fútbol de la República Checa que juega en la MSFL, una de las ligas que conforman la tercera división de fútbol en el país.

## Historia
Fue fundado en el año 1921 en la ciudad de Frýdek-Místek, y desde entonces han cambiado de nombre en varias ocasiones, las cuales han sido:
- 1921 — Karlovohutní fotbalový klub
- 1950 — ZJS Železárny Stalingrad
- 1954 — Baník Místek
- 1958 — TJ Železárny Stalingrad
- 1960 — TJ Válcovny plechu Frýdek-Místek
- 1991 — FK Válcovny plechu Frýdek-Místek
- 2003 — FK Frýdek-Místek
- 2004 — Fotbal Frýdek-Místek
- 2011 — MFK Frýdek-Místek[1]

Militaron en la Primera División de Checoslovaquia, pero la última vez que estuvieron en ella fue en la temporada 1976/77. Nunca han jugado en la Gambrinus liga.

## Entrenadores
- Erich Cviertna (1984-1989)
- Erich Cviertna (1992-1993)
- Erich Cviertna (1994-1998)
- Radoslav Látal (2007-2008)
- Milan Duhan (2011-2014)
- Vladimir Goffa (2014-)